# Президентские выборы в Эквадоре (1905)
Президентские выборы в Эквадоре проходили в 1905 году. В результате победу одержал Лисардо Гарсия, получивший 93 % голосов.

## Предвыборная обстановка
Выборы были назначены президентом генералом Леонидасом Пласа. Когда пришло время назначать преемника, генерал Пласа назначил банкира Лисардо Гарсия и предложил ему всю свою поддержку. Гарсия представлял банковский и экономический сектор побережья страны, которое поддерживало Пласа. Либералы, собравшиеся в Кито 5 июня 1904 года по случаю девятой годовщины революции, выдвинули идею создания Избирательной комиссии, чтобы решить, кто должен быть единственным кандидатом от партии. Пласа, однако, не принял это предложение, потому что его положение в партии было слабым, и он всеми силами пытался дискредитировать избирателей, инициировав клеветническую кампанию против них и окрестив их именем «Ла Фронда».

## Избирательная кампания
Кандидатами в президенты были Лисардо Гарсия, Игнасио Роблес-и-Сантистеван и Мануэль Антонио Франко. Правление партии ввело имя Игнасио Роблеса-и-Сантистевана как кандидата от объединённой партии, но Роблес не принял предложение и официальный кандидат Лисардо Гарсия получил большинство в 64 369 голосов, тогда как Игнасио Роблес-и-Сантистеван получил 2687 голосов, а Мануэль Антонио Франко — 1383 голоса.
Лисардо Гарсия был официально объявлен избранным Чрезвычайным конгрессом, учреждённым в Кито 10 августа 1905 года под председательством доктора Хосе Луиса Тамайо, и вступил в должность 1 сентября 1905 года.

## Результаты
| Кандидат                     | Голоса | %    |
| ---------------------------- | ------ | ---- |
| Лисардо Гарсия               | 64 369 | 93,0 |
| Игнасио Роблес-и-Сантистеван | 2 687  | 3,9  |
| Мануэль Антонио Франко       | 1 383  | 2,0  |
| Прочие                       | 769    | 1,1  |
| Всего                        | 69 208 | 100  |
| Источник: Nohlen             |        |      |